# 雷電DX
《雷電DX》是由Seibu開發（セイブ開発）於1994年上市的縱向捲軸射擊類型街機遊戲，雷電系列的第三部作品。後來在1997年4月11日由日本System（日本システム）發售PlayStation版，2000年10月26日由Hamster發售廉價版《雷電DX Major Wave1500系列》（雷電DX Major Wave1500シリーズ）。

## 與雷電II的不同
雷電DX大致上與雷電II雷同，主要的分別是在於在雷電DX中，玩家可選擇「初級」﹑「中級」和「高級」關卡。
- 初級（Alpha Mode）：只有一關，一個BOSS，分為「農村」﹑「城市」﹑「軍事基地」三個區。玩家在此級別中如果Game Over，不可再繼續玩下去，只可重新開始或選擇另一級別。
- 中級（Bravo Mode）：一共有五關，而那五關與雷電II相同。
- 高級〔Expert Mode〕：一共有九關，前五關是中級關卡的改造，後四關都在太空進行，可謂是中級的延續版本。第九關是一個特別關卡，玩家不死命才能夠到達，而那關卡是在一結冰的微型行星進行，BOSS為巨型坦克。

## 遊戲

### 關卡
與初代雷電和雷電II是有所不同的，不同的級別有不同的關卡數目，不過BOSS也是由紅色水晶生命體來操控BOSS機體，機體遭擊破之後，水晶生命體會逃跑。而值得一提的是，不是所有紅色水晶生命體都在BOSS機體內，中途的巨型坦克都有，如中級和高級的第二關之兩艘水陸兩用坦克。

#### 初級
BOSS為巨型坦克，有一個水晶生命體。

#### 中級
- 第一關（鄉野）

BOSS為兩台陸戰型四腳機體，各有一個水晶生命體。
- 第二關（都市）

BOSS為飛船，一個水晶生命體，並帶有分離式可變形自殺戰機，到差不多被摧毀後它會改為發射火炮，含有一個水晶生命體。
- 第三關（海戰）

BOSS為潛浮型大型戰艦，一個水晶生命體。
- 第四關（古蹟）

BOSS為兩大兩小戰炮，其中一大兩小為可移動式，以古蹟外型偽裝，兩大當中各有一個水晶生命體。
- 第五關（基地）

BOSS由大型太空船支撐，準備逃向外太空，太空船擊破之後，內部還有一台紅色主要空戰機，會包裝著藍色外殼，一個水晶生命體。

#### 高級
前五關的BOSS與中級的相同。所以這裡只描述後四關。
- 第六關（前哨）

BOSS為巨大太空坦克，以初代雷電第五關BOSS的設計為基礎，一個水晶生命體。
- 第七關（太空站）

BOSS為巨大太空戰艦，一個水晶生命體。
- 第八關（終戰）

BOSS為所有的水晶生命體大集合。
- 第九關（結冰微型行星，為一特別關卡）

BOSS為巨大太空坦克。

## 武裝部分

### 主要武器
雷電II的武器除了上一代的火神砲與電漿雷射之外，新增一個新武器－－質子電漿雷射。
- 火神砲（紅）

火神砲擁有很大的攻擊範圍，缺點是單發威力相當弱小。不過如果是近距離發射的話，會有驚人的威力，甚至可5秒消滅BOSS。
- 電漿雷射（藍）

電漿雷射擁有威力強大的特性，缺點是攻擊的範圍相當小（值得注意的是6等雷射攻擊範圍比7等雷射略大）。
- 質子電漿雷射（紫）

質子電漿射擁有類似追蹤飛彈的追蹤性，且威力介於電漿雷射與火神砲之間，缺點是要達到追蹤功能需要連射一段時間。

### 次要武器
與上一代相同，有暴風飛彈(M)及追蹤飛彈(H)。

### 炸彈
雷電II的炸彈除了上一代的小型核彈（外觀為紅色英文字母B）之外，新增一個炸彈－－霰彈型炸彈（外觀為黃色英文字母B）。
- 小型核彈（紅色英文字母B）

此炸彈攻擊範圍中等，可讓BOSS的血量大幅度減少且可消除敵彈，缺點是爆炸範圍小於霰彈型炸彈，作用時間較慢，面對大量的小兵會盡顯疲態。
- 霰彈型炸彈（黃色英文字母B）

此炸彈攻擊範圍廣大，作用時間極快，可一次性的消滅大量小兵且可消除敵彈，缺點是因為炸彈是散開來的，並不適合對付BOSS。

## 外部連結
- Hamster page （页面存档备份，存于）
- Killer List of Videogames上的《雷電DX》
- Raiden DX@worldofstuart （页面存档备份，存于）